# إيرنست غراي
إيرنست غراي (بالإنجليزية: Earnest Gray)‏ هو لاعب كرة قدم أمريكية أمريكي، ولد في 2 مارس 1957 في غرينوود في الولايات المتحدة.

## وصلات خارجية
- إيرنست غراي على موقع مرجع كرة القدم المحترفة.كوم (الإنجليزية)
- إيرنست غراي على موقع قاعة تينيسي للمشاهير الرياضية (الإنجليزية)